# 帕纳米林 (伯南布哥州)
帕纳米林是巴西伯南布哥州的一个市镇。总面积2598.5平方公里，总人口19785人，人口密度7.6人/平方公里。